# Bogdan Daras
Bogdan Stanisław Daras (ur. 27 kwietnia 1960 w Piotrkowie Trybunalskim, zm. 23 marca 2025) – polski zapaśnik, olimpijczyk z Seulu 1988.

## Kariera
Przez całą karierę startował w wadze 82 kg (średniej) w stylu klasycznym reprezentując kluby Piotrcovia Piotrków Trybunalski i Siła Mysłowice. Był dwukrotnym mistrzem świata (1985, 1986) oraz dwukrotnym wicemistrzem Europy (1986, 1987). Czterokrotnie zdobywał mistrzostwo Polski w latach 1984-1986, 1988. Podczas igrzysk olimpijskich w 1988 był chorążym polskiej ekipy. W turnieju zapaśniczym zajął 8. miejsce w kategorii 82 kg.
W 1985 otrzymał złoty Medal za Wybitne Osiągnięcia Sportowe.